# Bundesstraße 450
Pour les articles homonymes, voir Route 450.
La Bundesstraße 450 est une Bundesstraße du Land de Hesse.

## Géographie
La B 450 commence au sud de Fritzlar au croisement avec la B 253. Après la base aérienne de Fritzlar, elle mène vers le nord à travers Fritzlar et le quartier de Lohne. La B 450 passe par les quartiers de Bad Emstal Riede, Merxhausen et Sand jusqu'à Balhorn. Au sud d'Istha, la B 450 croise la Bundesstraße 251 ; elles ont un kilomètre en commun qui forme une rocade. La B 251 bifurque ensuite vers l'ouest, la B 450 continue en direction nord-ouest jusqu'à Wolfhagen. Au sud-est de Bad Arolsen se trouve le Twistesee avec son barrage, sur lequel passe la route. Au sud de Bad Arolsen, la B 450 se termine au croisement avec la Bundesstraße 252.

## Source
- (de) Cet article est partiellement ou en totalité issu de l’article de Wikipédia en allemand intitulé « Bundesstraße 450 » (voir la liste des auteurs).

1. ↑  (de) Monika Wüllner, « Arbeiten an der B450 bis zum Triathlon am Twistesee abgeschlossen », sur Hessische/Niedersächsische Allgemeine, 2016 (consulté le 1er décembre 2021)